# Iole
Iole es un género de aves paseriformes perteneciente a la familia Pycnonotidae. Sus miembros son propios de la región indomalaya.

## Especies
Contiene las siguientes especies:
- Iole viridescens – bulbul verdoso;
- Iole cacharensis – bulbul de Cachar;
- Iole propinqua – bulbul ojigrís;
- Iole crypta – bulbul oliváceo;
- Iole charlottae – bulbul de Charlotte;
- Iole palawanensis – bulbul de Palawan.